# Peter Madsen (inventor)
Peter Langkjær Madsen (Sæby, Dinamarca, 12 de enero de 1971) es un asesino convicto danés. En abril de 2018 fue condenado a cadena perpetua por la violación, tortura, asesinato y desmembramiento de la periodista sueca Kim Wall a bordo de su submarino privado, el UC3 Nautilus.
Profesionalmente fue un supuesto ingeniero aeroespacial, inventor, constructor de submarinos, empresario y cofundador de Copenhague Suborbitals, una organización privada de viajes espaciales sin fines de lucro, creada en 2008 con el objetivo de lanzar al espacio monoplazas tripulados y que ha hecho despegar con éxito cohetes experimentales sin personas a bordo. Fue director general y fundador de RML Spacelab ApS.

## Proyectos

### Submarinos
UC1 Freya
Es el primero de los submarinos construidos por Peter Madsen. Fue botado en 2002 tras 1 año de construcción y dado de baja en 2006. Fue hundido para crear un arrecife artificial.
UC2 Kraka
El segundo de los submarinos de Peter Madsen. Fue botado en 2005 y está en el Museo Técnico de Dinamarca en Elsinor.
UC3 Nautilus
Madsen Trabajó en el UC3 Nautilus, un submarino danés privado. Este fue botado el 3 de mayo de 2008 en Copenhague, Dinamarca. Se construyó durante un periodo de tres años y costó aproximadamente 200.000 € (1,5 millones de DKK).

### Copenhague Suborbitals
El 1 de mayo de 2008, Peter Madsen junto con Kristian von Bengtson fundó Copenhague Suborbitals. En junio de 2014, Peter Madsen dejó el proyecto. Peter Madsen era responsable del sistema de lanzamiento; de la plataforma de lanzamiento y de los motores del cohete a reacción.

### Rocket Madsen Space Lab
En junio de 2014, Madsen fundó Rocket Madsen Space Lab. El objetivo sigue siendo el desarrollo y la construcción de una nave espacial tripulada. A partir de 2016, RML está desarrollando un vehículo de lanzamiento de nanosatélites que utiliza inversiones de riesgo. Bajo el título Raket-Madsens Rumlaboratorium (Laboratorio Espacial Rocket-Madsen) Madsen publicó un blog sobre sus actividades en el sitio web de la revista de noticias danesa Ingeniøren.

## Condena por el asesinato de Kim Wall
El 11 de agosto de 2017 Madsen fue arrestado por cargos de homicidio tras el hundimiento del UC3 Nautilus y la desaparición y asesinato de la periodista sueca Kim Wall, que había estado a bordo del submarino. Al día siguiente, un tribunal dictaminó que se mantuviera en prisión preventiva con cargos de homicidio involuntario. Posteriormente la periodista fue encontrada descuartizada en una playa al sur de Copenhague.
La fiscalía danesa encontró grabaciones de mujeres ejecutadas y torturadas aparentemente reales en el ordenador portátil de Madsen. El 7 de octubre se encontraron la cabeza y las piernas de la periodista Kim Wall en el fondo del mar junto con otros objetos. El 30 de octubre de 2017, Peter Madsen reconoció haberla descuartizado.
Su juicio tuvo lugar en la primavera de 2018. El fiscal del caso, Jakob Buch-Jepsen, durante el juicio recordó que los médicos calificaron a Peter Madsen de "perverso" y "desviado sexual" con "rasgos de psicopatía". Finalmente, el 25 de abril de 2018 Madsen fue condenado a cadena perpetua por la tortura y el asesinato de Kim Wall.
En el documental titulado El asesino del submarino, Madsen reconocería finalmente su culpabilidad como autor material de los hechos.